# Serrato
Serrato er en by og kommune i det sydlige Spanien i provinsen Málaga. Den har et indbyggertal på 453 (2024) indbyggere.